# Garics György (labdarúgó, 1954)
Garics György (Jászárokszállás, 1954. április 24. – Szombathely, 2016. június 9.) labdarúgó, csatár. ifjabb Garics György osztrák válogatott labdarúgó apja.

## Pályafutása
1977-78-ban a SZEOL AK csapatában mutatkozott be az élvonalban. A következő idényben az MTK–VM labdarúgója volt. 1979-ben szerződött az akkor másodosztályú Haladás VSE csapatához. Pályafutása végéig itt szerepelt.
2016. június 9-én szombathelyi otthonában hunyt el rákban.